# Ługi (Dąbrowica)
Ługi – część wsi Dąbrowica w Polsce, położona w województwie małopolskim, w powiecie dąbrowskim, w gminie Szczucin.
W latach 1975–1998 Ługi należały administracyjnie do województwa tarnowskiego.